# Argentína a 2024. évi nyári olimpiai játékokon
Argentína a franciaországi Párizsban megrendezett 2024. évi nyári olimpiai játékok egyik részt vevő nemzete volt. Az országot az olimpián 23 sportágban 143 sportoló képviselte, akik összesen 3 érmet szereztek.

## Érmesek
| Érem  | Versenyző | Sportág      | Versenyszám               |
| ----- | --- | ------------ | ------------------------- |
| Arany | José Torres | Kerékpározás | Férfi szabadgyakorlat BMX |
| Ezüst | Eugenia Bosco Mateo Majdalani | Vitorlázás   | Nacra 17                  |
| Bronz | Nemzeti válogatott Agustina Albertario Agostina Alonso Sofía Cairó Pilar Campoy Lara Casas Juana Castellaro Cristina Cosentino Zoe Díaz Agustina Gorzelany Julieta Jankunas María José Granatto Valentina Raposo Rocío Sánchez Moccia Victoria Sauze Sofía Toccalino Eugenia Trinchinetti | Gyeplabda    | Női                       |

## Asztalitenisz
Férfi
| Versenyző        | Versenyszám | Selejtező         | 64-es főtábla                                | 32-es főtábla     | Nyolcaddöntő      | Negyeddöntő       | Elődöntő          | Döntő             | Helyezés |
| Versenyző        | Versenyszám | Ellenfél Eredmény | Ellenfél Eredmény                            | Ellenfél Eredmény | Ellenfél Eredmény | Ellenfél Eredmény | Ellenfél Eredmény | Ellenfél Eredmény | Helyezés |
| ---------------- | ----------- | ----------------- | -------------------------------------------- | ----------------- | ----------------- | ----------------- | ----------------- | ----------------- | -------- |
| Santiago Lorenzo | Egyes       | erőnyerő          | Alexis Lebrun (FRA) · 6–11, 5–11, 6–11, 6–11 | kiesett           | kiesett           | kiesett           | kiesett           | kiesett           | 33.      |

## Atlétika
Férfi
| Versenyző       | Versenyszám | Előfutam | Előfutam | Előfutam | Vigaszág | Vigaszág | Vigaszág | Elődöntő | Elődöntő | Elődöntő | Döntő   | Döntő    |
| Versenyző       | Versenyszám | Idő      | Hely.    | Össz.    | Idő      | Hely.    | Össz.    | Idő      | Hely.    | Össz.    | Idő     | Helyezés |
| --------------- | ----------- | -------- | -------- | -------- | -------- | -------- | -------- | -------- | -------- | -------- | ------- | -------- |
| Elián Larregina | 400 m       | 47,80    | 6.       | 44.      | 45,36    | 1.       | 5.       | 45,02    | 6.       | 17.      | kiesett | kiesett  |

| Versenyző      | Versenyszám   | Selejtező | Selejtező | Döntő    | Döntő    |
| Versenyző      | Versenyszám   | Eredmény  | Helyezés  | Eredmény | Helyezés |
| -------------- | ------------- | --------- | --------- | -------- | -------- |
| Nazareno Sasia | Súlylökés     | 19,33 m   | 23.       | kiesett  | kiesett  |
| Joaquín Gómez  | Kalapácsvetés | 72,10 m   | 23.       | kiesett  | kiesett  |

Női
| Versenyző         | Versenyszám    | Előfutam | Előfutam | Előfutam | Döntő   | Döntő    |
| Versenyző         | Versenyszám    | Idő      | Hely.    | Össz.    | Idő     | Helyezés |
| ----------------- | -------------- | -------- | -------- | -------- | ------- | -------- |
| Belén Casetta     | 3000 m akadály | 9:34,78  | 11.      | 34.      | kiesett | kiesett  |
| Florencia Borelli | Maraton        |          |          |          | 2:29:29 | 21.      |
| Daiana Ocampo     | Maraton        |          |          |          | 2:32:02 | 41.      |

## Cselgáncs
Női
| Versenyző   | Versenyszám | 32-es főtábla                    | Nyolcaddöntő      | Negyeddöntő       | Elődöntő          | Vigaszág elődöntő | Bronz- mérkőzés   | Döntő             | Helyezés |
| Versenyző   | Versenyszám | Ellenfél Eredmény                | Ellenfél Eredmény | Ellenfél Eredmény | Ellenfél Eredmény | Ellenfél Eredmény | Ellenfél Eredmény | Ellenfél Eredmény | Helyezés |
| ----------- | ----------- | -------------------------------- | ----------------- | ----------------- | ----------------- | ----------------- | ----------------- | ----------------- | -------- |
| Sofía Fiora | Harmatsúly  | Binta Ndiaye (SUI) · 00(1)–10(0) | kiesett           | kiesett           | kiesett           | kiesett           | kiesett           | kiesett           | 17.      |

## Evezés
Férfi
| Versenyző                        | Versenyszám              | Előfutam | Előfutam | Vigaszág | Vigaszág | Elődöntő | Elődöntő | Elődöntő | Döntő | Döntő   | Döntő | Helyezés |
| Versenyző                        | Versenyszám              | Idő      | Hely.    | Idő      | Hely.    | Típus    | Idő      | Hely.    | Típus | Idő     | Hely. | Helyezés |
| -------------------------------- | ------------------------ | -------- | -------- | -------- | -------- | -------- | -------- | -------- | ----- | ------- | ----- | -------- |
| Alejandro Colomino Pedro Dickson | Könnyűsúlyú kétpárevezős | 7:04,34  | 6.       | 6:52,94  | 3.       | A/B      | 6:51,59  | 6.       | B     | 6:31,86 | 6.    | 12.      |

Női
| Versenyző                      | Versenyszám              | Előfutam | Előfutam | Vigaszág | Vigaszág | Elődöntő | Elődöntő | Elődöntő | Döntő | Döntő   | Döntő | Helyezés |
| Versenyző                      | Versenyszám              | Idő      | Hely.    | Idő      | Hely.    | Típus    | Idő      | Hely.    | Típus | Idő     | Hely. | Helyezés |
| ------------------------------ | ------------------------ | -------- | -------- | -------- | -------- | -------- | -------- | -------- | ----- | ------- | ----- | -------- |
| Sonia Baluzzo Evelyn Silvestro | Könnyűsúlyú kétpárevezős | 7:36,43  | 6.       | 7:29,76  | 3.       | A/B      | 7:33,41  | 6.       | B     | 7:25,86 | 6.    | 12.      |

## Golf
| Versenyző       | Versenyszám  | 1. forduló | 1. forduló | 2. forduló | 2. forduló | 3. forduló | 3. forduló | 4. forduló | 4. forduló | Összesen | Összesen | Összesen |
| Versenyző       | Versenyszám  | Pont       | Par        | Pont       | Par        | Pont       | Par        | Pont       | Par        | Pontszám | Par      | Helyezés |
| --------------- | ------------ | ---------- | ---------- | ---------- | ---------- | ---------- | ---------- | ---------- | ---------- | -------- | -------- | -------- |
| Emiliano Grillo | Férfi egyéni | 66         | −5         | 75         | +4         | 75         | +4         | 68         | −3         | 284      | 0        | =43.     |
| Alejandro Tosti | Férfi egyéni | 68         | −3         | 69         | −2         | 69         | −2         | 70         | −1         | 276      | −8       | =18.     |

## Gördeszka
Férfi
| Versenyző        | Versenyszám  | Selejtező | Selejtező | Döntő   | Döntő   | Helyezés |
| Versenyző        | Versenyszám  | Pont      | Hely.     | Pont    | Hely.   | Helyezés |
| ---------------- | ------------ | --------- | --------- | ------- | ------- | -------- |
| Matías Dell Olio | Egyéni utcai | 266,28    | 5.        | 153,98  | 8.      | 8.       |
| Mauro Iglesias   | Egyéni utcai | 249,09    | 10.       | kiesett | kiesett | 10.      |

## Gyeplabda

### Férfi
| Argentin férfi gyeplabdacsapat-játékoskeret | Argentin férfi gyeplabdacsapat-játékoskeret |
| --- | --- |
| - Agustín Bugallo - Bautista Capurro - Maico Casella - Juan Catán - Nicolás Della Torre - Tomas Domene - Thomas Habif - Nicolás Keenan - Tadeo Marcucci | - Lucas Martínez - Tobías Martins - Agustín Mazzilli - Iñaki Minadeo - Federico Monja - Matías Rey (C) - Tomás Santiago - Santiago Tarazona - Lucas Toscani |

#### Eredmények
Csoportkör
B csoport
| Hely. | Csapat           | M | Gy | D | V | G+ | G– | Gk  | P  | Továbbjutás |
| ----- | ---------------- | - | -- | - | - | -- | -- | --- | -- | ----------- |
| 1.    | Belgium (BEL)    | 5 | 4  | 1 | 0 | 15 | 7  | +8  | 13 | Negyeddöntő |
| 2.    | India (IND)      | 5 | 3  | 1 | 1 | 10 | 7  | +3  | 10 | Negyeddöntő |
| 3.    | Ausztrália (AUS) | 5 | 3  | 0 | 2 | 12 | 10 | +2  | 9  | Negyeddöntő |
| 4.    | Argentína (ARG)  | 5 | 2  | 2 | 1 | 8  | 6  | +2  | 8  | Negyeddöntő |
| 5.    | Írország (IRL)   | 5 | 1  | 0 | 4 | 4  | 9  | −5  | 3  |             |
| 6.    | Új-Zéland (NZL)  | 5 | 0  | 0 | 5 | 4  | 14 | −10 | 0  |             |

| 2024. július 27. 13:15 | Ausztrália (AUS) | 1–0               | Argentína (ARG) | Játékvezetők: Coen van Bunge (NED), Ben Göntgen (GER) |
| 2024. július 27. 13:15 | Govers 30+'      | (1–0) Jegyzőkönyv |                 | Játékvezetők: Coen van Bunge (NED), Ben Göntgen (GER) |

| 2024. július 29. 12:45 | India (IND)     | 1–1               | Argentína (ARG) | Játékvezetők: Daniel Barstow (GBR), Zeke Newman (AUS) |
| 2024. július 29. 12:45 | Harmanpreet 59' | (0–1) Jegyzőkönyv | Martínez 22'    | Játékvezetők: Daniel Barstow (GBR), Zeke Newman (AUS) |

| 2024. július 30. 17:00 | Argentína (ARG)           | 2–0         | Új-Zéland (NZL) | Játékvezetők: Jonas van 't Hek (NED), Sean Rapaport (RSA) |
| 2024. július 30. 17:00 | Domene 24' · Martínez 60' | Jegyzőkönyv |                 | Játékvezetők: Jonas van 't Hek (NED), Sean Rapaport (RSA) |

| 2024. augusztus 1. 13:15 | Argentína (ARG)          | 2–1               | Írország (IRL) | Játékvezetők: Raghu Prasad (IND), Marcin Grochal (POL) |
| 2024. augusztus 1. 13:15 | Domene 17' · Casella 28' | (2–1) Jegyzőkönyv | Cole 27'       | Játékvezetők: Raghu Prasad (IND), Marcin Grochal (POL) |

| 2024. augusztus 2. 17:30 | Belgium (BEL)                                   | 3–3               | Argentína (ARG)                   | Játékvezetők: Steve Rogers (AUS), Martin Madden (GBR) |
| 2024. augusztus 2. 17:30 | De Kerpel 34' · Hendrickx 52' · Stockbroekx 60' | (0–1) Jegyzőkönyv | Casella 5' · Domene 45' · Rey 53' | Játékvezetők: Steve Rogers (AUS), Martin Madden (GBR) |

Negyeddöntő
| 2024. augusztus 4. 20:00 | Németország (GER)                       | 3–2               | Argentína (ARG)           | Játékvezetők: Zeke Newman (AUS), David Tomlinson (NZL) |
| 2024. augusztus 4. 20:00 | Hinrichs 9' · Peillat 24' · Weigand 54' | (2–1) Jegyzőkönyv | Casella 11' · Mazilli 48' | Játékvezetők: Zeke Newman (AUS), David Tomlinson (NZL) |

| Csapat          | Helyezés |
| --------------- | -------- |
| Argentína (ARG) | 8.       |

### Női
| Argentin női gyeplabdacsapat-játékoskeret                                                                                            | Argentin női gyeplabdacsapat-játékoskeret |
| --- | --- |
| - Agustina Albertario - Agostina Alonso - Sofía Cairó - Pilar Campoy - Lara Casas - Juana Castellaro - Cristina Cosentino - Zoe Díaz | - Agustina Gorzelany - Julieta Jankunas - María José Granatto - Valentina Raposo - Rocío Sánchez Moccia (C) - Victoria Sauze - Sofía Toccalino - Eugenia Trinchinetti |

#### Eredmények
Csoportkör
B csoport
| Hely. | Csapat                        | M | Gy | D | V | G+ | G– | Gk  | P  | Továbbjutás |
| ----- | ----------------------------- | - | -- | - | - | -- | -- | --- | -- | ----------- |
| 1.    | Ausztrália (AUS)              | 5 | 4  | 1 | 0 | 15 | 5  | +10 | 13 | Negyeddöntő |
| 2.    | Argentína (ARG)               | 5 | 4  | 1 | 0 | 16 | 7  | +9  | 13 | Negyeddöntő |
| 3.    | Spanyolország (ESP)           | 5 | 2  | 1 | 2 | 6  | 7  | −1  | 7  | Negyeddöntő |
| 4.    | Nagy-Britannia (GBR)          | 5 | 2  | 0 | 3 | 8  | 12 | −4  | 6  | Negyeddöntő |
| 5.    | Egyesült Államok (USA)        | 5 | 1  | 1 | 3 | 5  | 13 | −8  | 4  |             |
| 6.    | Dél-afrikai Köztársaság (RSA) | 5 | 0  | 0 | 5 | 4  | 10 | −6  | 0  |             |

| 2024. július 27. 19:45 | Argentína (ARG)                                              | 4–1               | Egyesült Államok (USA) | Játékvezetők: Aleisha Neumann (AUS), Wanri Venter (RSA) |
| 2024. július 27. 19:45 | Sánchez Moccia 18' · Gorzelany 29' · Jankunas 44' · Díaz 47' | (2–0) Jegyzőkönyv | Sessa 33'              | Játékvezetők: Aleisha Neumann (AUS), Wanri Venter (RSA) |

| 2024. július 29. 17:30 | Dél-afrikai Köztársaság (RSA) | 2–4               | Argentína (ARG)                        | Játékvezetők: Ayanna McClean (TTO), Laurine Delforge (BEL) |
| 2024. július 29. 17:30 | Louw 15' · De Waal 29'        | (2–1) Jegyzőkönyv | Gorzelany 17', 49', 52' · Jankunas 53' | Játékvezetők: Ayanna McClean (TTO), Laurine Delforge (BEL) |

| 2024. július 31. 10:00 | Argentína (ARG)                 | 2–1               | Spanyolország (ESP) | Játékvezetők: Hannah Harrison (GBR), Alison Keogh (IRE) |
| 2024. július 31. 10:00 | Gorzelany 6' · Trinchinetti 21' | (2–0) Jegyzőkönyv | Riera 34'           | Játékvezetők: Hannah Harrison (GBR), Alison Keogh (IRE) |

| 2024. augusztus 1. 20:15 | Argentína (ARG)                      | 3–3               | Ausztrália (AUS)                        | Játékvezetők: Wanri Venter (RSA), Amber Church (NZL) |
| 2024. augusztus 1. 20:15 | Casas 10' · Sauze 10' · Granatto 50' | (2–0) Jegyzőkönyv | Nobbs 37' · Kershaw 45+' · Williams 60' | Játékvezetők: Wanri Venter (RSA), Amber Church (NZL) |

| 2024. augusztus 3. 10:00 | Nagy-Britannia (GBR) | 0–3               | Argentína (ARG)                        | Játékvezetők: Laurine Delforge (BEL), Emi Yamada (JPN) |
| 2024. augusztus 3. 10:00 |                      | (0–0) Jegyzőkönyv | Raposo 34' · Albertario 35' · Díaz 55' | Játékvezetők: Laurine Delforge (BEL), Emi Yamada (JPN) |

Negyeddöntő
| 2024. augusztus 5. 12:30 | Argentína (ARG)     | 1–1               | Németország (GER)                  | Játékvezetők: Laurine Delforge (BEL), Aleisha Neumann (AUS) |
| 2024. augusztus 5. 12:30 | Jankunas 59'        | (0–0) Jegyzőkönyv | Huse 57'                           | Játékvezetők: Laurine Delforge (BEL), Aleisha Neumann (AUS) |
| 2024. augusztus 5. 12:30 | Büntetőpárbaj:      |                   |                                    | Játékvezetők: Laurine Delforge (BEL), Aleisha Neumann (AUS) |
| 2024. augusztus 5. 12:30 | Casas Jankunas Díaz | 2–0               | Weidemann Huse Schröder Zimmermann | Játékvezetők: Laurine Delforge (BEL), Aleisha Neumann (AUS) |

Elődöntő
| 2024. augusztus 7. 14:00 | Hollandia (NED)                      | 3–0               | Argentína (ARG) | Játékvezetők: Laurine Delforge (BEL), Sarah Wilson (GBR) |
| 2024. augusztus 7. 14:00 | Fokke 21' · Nunnink 26' · Jansen 35' | (2–0) Jegyzőkönyv |                 | Játékvezetők: Laurine Delforge (BEL), Sarah Wilson (GBR) |

Bronzmérkőzés
| 2024. augusztus 9. 14:00 | Argentína (ARG)                 | 2–2               | Belgium (BEL)                          | Játékvezetők: Amber Church (NZL), Alison Keogh (IRE) |
| 2024. augusztus 9. 14:00 | Gorzelany 22' · Albertarrio 27' | (2–2) Jegyzőkönyv | Puvrez 8' · Rasir 27'                  | Játékvezetők: Amber Church (NZL), Alison Keogh (IRE) |
| 2024. augusztus 9. 14:00 | Büntetőpárbaj:                  |                   |                                        | Játékvezetők: Amber Church (NZL), Alison Keogh (IRE) |
| 2024. augusztus 9. 14:00 | Casas Jankunas Díaz Cairo       | 3–1               | Englebert Blockmans Rasir Vanden Borre | Játékvezetők: Amber Church (NZL), Alison Keogh (IRE) |

| Csapat          | Helyezés |
| --------------- | -------- |
| Argentína (ARG) |          |

## Íjászat
Férfi
| Versenyző          | Versenyszám | Selejtező | Selejtező | 64-es főtábla                      | 32-es főtábla     | Nyolcaddöntő      | Negyeddöntő       | Elődöntő          | Döntő             | Helyezés |
| Versenyző          | Versenyszám | Pont      | Kiemelés  | Ellenfél Eredmény                  | Ellenfél Eredmény | Ellenfél Eredmény | Ellenfél Eredmény | Ellenfél Eredmény | Ellenfél Eredmény | Helyezés |
| ------------------ | ----------- | --------- | --------- | ---------------------------------- | ----------------- | ----------------- | ----------------- | ----------------- | ----------------- | -------- |
| Damián Jajarabilla | Egyéni      | 643       | 52.       | Amirkhon Sadikov (UZB) (13.) · 2–6 | kiesett           | kiesett           | kiesett           | kiesett           | kiesett           | 33.      |

## Kajak-kenu

### Gyorsasági
Férfi
| Versenyző       | Versenyszám       | Előfutam | Előfutam | Előfutam | Negyeddöntő | Negyeddöntő | Negyeddöntő | Elődöntő | Elődöntő | Elődöntő | Döntő | Döntő   | Döntő    | Helyezés |
| Versenyző       | Versenyszám       | Idő      | Hely.    | Össz.    | Idő         | Hely.       | Össz.       | Idő      | Hely.    | Össz.    | Típus | Idő     | Helyezés | Helyezés |
| --------------- | ----------------- | -------- | -------- | -------- | ----------- | ----------- | ----------- | -------- | -------- | -------- | ----- | ------- | -------- | -------- |
| Agustín Vernice | Kenu egyes 1000 m | 3:27,18  | 2.       | 2.       | erőnyerő    | erőnyerő    | erőnyerő    | 3:28,18  | 2.       | 2.       | A     | 3:28,10 | 4.*      | 4.       |

Női
| Versenyző    | Versenyszám       | Előfutam | Előfutam | Előfutam | Negyeddöntő | Negyeddöntő | Negyeddöntő | Elődöntő | Elődöntő | Elődöntő | Döntő | Döntő   | Döntő    | Helyezés |
| Versenyző    | Versenyszám       | Idő      | Hely.    | Össz.    | Idő         | Hely.       | Össz.       | Idő      | Hely.    | Össz.    | Típus | Idő     | Helyezés | Helyezés |
| ------------ | ----------------- | -------- | -------- | -------- | ----------- | ----------- | ----------- | -------- | -------- | -------- | ----- | ------- | -------- | -------- |
| Brenda Rojas | Kajak egyes 500 m | 1:52,68  | 2.       | 19.      | erőnyerő    | erőnyerő    | erőnyerő    | 1:53,35  | 6.       | 24.      | C     | 1:53,88 | 4.       | 20.      |

* - egy másik versenyzővel azonos időt ért el

## Kerékpározás

### BMX
Pálya
| Versenyző      | Versenyszám | Negyeddöntő | Negyeddöntő | Vigaszág | Vigaszág | Elődöntő | Elődöntő | Döntő   | Döntő    | Helyezés |
| Versenyző      | Versenyszám | Pont        | Helyezés    | Idő      | Helyezés | Pont     | Helyezés | Idő     | Helyezés | Helyezés |
| -------------- | ----------- | ----------- | ----------- | -------- | -------- | -------- | -------- | ------- | -------- | -------- |
| Gonzalo Molina | Férfi       | 19          | 20.         | 35,097   | 6.       | kiesett  | kiesett  | kiesett | kiesett  | 18.      |

Szabadgyakorlat
| Versenyző   | Versenyszám | Selejtező | Selejtező | Döntő | Döntő | Helyezés |
| Versenyző   | Versenyszám | Pont      | Hely.     | Pont  | Hely. | Helyezés |
| ----------- | ----------- | --------- | --------- | ----- | ----- | -------- |
| José Torres | Férfi       | 86,66     | 7.        | 94,82 | 1.    |          |

### Országúti kerékpározás
Férfi
| Versenyző         | Versenyszám   | Idő             | Helyezés |
| ----------------- | ------------- | --------------- | -------- |
| Eduardo Sepúlveda | Mezőnyverseny | 6:28:31 (+8:57) | 54.      |

## Kézilabda

### Férfi
| Argentin férfi kézilabdacsapat-játékoskeret | Argentin férfi kézilabdacsapat-játékoskeret                                                                          |
| --- | --- |
| - Juan Bar - Nicolás Bonanno - Nicolás Bono - Federico Gastón Fernández - Guillermo Fischer - Leonel Maciel - Pedro Martínez Cami - Lucas Moscariello | - Gastón Mouriño - Andrés Moyano - James Parker - Federico Pizarro - Ignacio Pizarro - Diego Simonet - Pablo Simonet |
| Szövetségi kapitány: Guillermo Milano | |

#### Eredmények
Csoportkör
B csoport
| Hely. | Csapat                  | M | Gy | D | V | G+  | G–  | Gk  | P  | Továbbjutás |
| ----- | ----------------------- | - | -- | - | - | --- | --- | --- | -- | ----------- |
| 1.    | Dánia (DEN)             | 5 | 5  | 0 | 0 | 165 | 133 | +32 | 10 | Negyeddöntő |
| 2.    | Egyiptom (EGY)          | 5 | 3  | 1 | 1 | 148 | 140 | +8  | 7  | Negyeddöntő |
| 3.    | Norvégia (NOR)          | 5 | 3  | 0 | 2 | 139 | 136 | +3  | 6  | Negyeddöntő |
| 4.    | Franciaország (FRA) (R) | 5 | 2  | 1 | 2 | 129 | 131 | −2  | 5  | Negyeddöntő |
| 5.    | Magyarország (HUN)      | 5 | 1  | 0 | 4 | 137 | 138 | −1  | 2  |             |
| 6.    | Argentína (ARG)         | 5 | 0  | 0 | 5 | 131 | 171 | −40 | 0  |             |

| 2024. július 27. 16:00 | Norvégia (NOR) | 36–31       | Argentína (ARG) | Paris Expo Porte de Versailles, Párizs Nézőszám: 5749 Játékvezetők: Horáček, Novotný (CZE) |
| 2024. július 27. 16:00 | Grøndahl 8     | (22–15)     | Simonet 5       | Paris Expo Porte de Versailles, Párizs Nézőszám: 5749 Játékvezetők: Horáček, Novotný (CZE) |
| 2024. július 27. 16:00 | 1×             | Jegyzőkönyv | 3×              | Paris Expo Porte de Versailles, Párizs Nézőszám: 5749 Játékvezetők: Horáček, Novotný (CZE) |

| 2024. július 29. 21:00 | Argentína (ARG) | 25–35       | Magyarország (HUN) | Paris Expo Porte de Versailles, Párizs Nézőszám: 5602 Játékvezetők: Schulze, Tönnies (GER) |
| 2024. július 29. 21:00 | P. Simonet 5    | (12–17)     | Imre 7             | Paris Expo Porte de Versailles, Párizs Nézőszám: 5602 Játékvezetők: Schulze, Tönnies (GER) |
| 2024. július 29. 21:00 | 4× 2×           | Jegyzőkönyv | 3×                 | Paris Expo Porte de Versailles, Párizs Nézőszám: 5602 Játékvezetők: Schulze, Tönnies (GER) |

| 2024. július 31. 21:00 | Dánia (DEN) | 38–27       | Argentína (ARG) | Paris Expo Porte de Versailles, Párizs Nézőszám: 5780 Játékvezetők: Belkhiri, Hamidi (ALG) |
| 2024. július 31. 21:00 | Gidsel 13   | (19–14)     | Parker 6        | Paris Expo Porte de Versailles, Párizs Nézőszám: 5780 Játékvezetők: Belkhiri, Hamidi (ALG) |
| 2024. július 31. 21:00 | 5×          | Jegyzőkönyv | 4× 2× 1×        | Paris Expo Porte de Versailles, Párizs Nézőszám: 5780 Játékvezetők: Belkhiri, Hamidi (ALG) |

| 2024. augusztus 2. 11:00 | Argentína (ARG) | 21–28       | Franciaország (FRA) | Paris Expo Porte de Versailles, Párizs Nézőszám: 5764 Játékvezetők: Pavićević, Ražnatović (MNE) |
| 2024. augusztus 2. 11:00 | Parker 7        | (8–15)      | Descat 8            | Paris Expo Porte de Versailles, Párizs Nézőszám: 5764 Játékvezetők: Pavićević, Ražnatović (MNE) |
| 2024. augusztus 2. 11:00 | 4×              | Jegyzőkönyv | 1× 1×               | Paris Expo Porte de Versailles, Párizs Nézőszám: 5764 Játékvezetők: Pavićević, Ražnatović (MNE) |

| 2024. augusztus 4. 11:00 | Egyiptom (EGY)      | 34–27       | Argentína (ARG) | Paris Expo Porte de Versailles, Párizs Nézőszám: 5808 Játékvezetők: Bíró, Kiss (HUN) |
| 2024. augusztus 4. 11:00 | S. El-Deraa, Zein 6 | (14–15)     | Pizarro 6       | Paris Expo Porte de Versailles, Párizs Nézőszám: 5808 Játékvezetők: Bíró, Kiss (HUN) |
| 2024. augusztus 4. 11:00 | 4×                  | Jegyzőkönyv | 1×              | Paris Expo Porte de Versailles, Párizs Nézőszám: 5808 Játékvezetők: Bíró, Kiss (HUN) |

| Csapat          | Helyezés |
| --------------- | -------- |
| Argentína (ARG) | 12.      |

## Labdarúgás

### Férfi
| Argentin férfi labdarúgócsapat-játékoskeret | Argentin férfi labdarúgócsapat-játékoskeret |
| --- | --- |
| - Thiago Almada - Bruno Amione - Julián Álvarez* - Lucas Beltrán - Leandro Brey - Marco Di Cesare - Claudio Echeverri - Ezequiel Fernández - Joaquín García | - Luciano Gondou - Santiago Hezze - Gonzalo Luján - Cristian Medina - Nicolás Otamendi* (c) - Gerónimo Rulli* - Giuliano Simeone - Julio Soler - Kevin Zenón |

* - túlkoros játékos

#### Eredmények
Csoportkör
B csoport
| Hely. | Csapat          | M | Gy | D | V | G+ | G– | Gk | P | Továbbjutás |
| ----- | --------------- | - | -- | - | - | -- | -- | -- | - | ----------- |
| 1.    | Marokkó (MAR)   | 3 | 2  | 0 | 1 | 6  | 3  | +3 | 6 | Negyeddöntő |
| 2.    | Argentína (ARG) | 3 | 2  | 0 | 1 | 6  | 3  | +3 | 6 | Negyeddöntő |
| 3.    | Ukrajna (UKR)   | 3 | 1  | 0 | 2 | 3  | 5  | −2 | 3 |             |
| 4.    | Irak (IRQ)      | 3 | 1  | 0 | 2 | 3  | 7  | −4 | 3 |             |

1. 1 2  Egymás elleni pontok: Marokkó 3, Argentína 0.

| 2024. július 24. 15:00 |

| Argentína (ARG) | 1–2               | Marokkó (MAR)               |
| --------------- | ----------------- | --------------------------- |
| Simeone 68'     | (0–1) Jegyzőkönyv | Rahimi 45+2' 51' (11-esből) |

| Stade Geoffroy-Guichard, Saint-Étienne Nézőszám: 26 717 Játékvezető: Glenn Nyberg (svéd) |

| 2024. július 27. 15:00 |

| Argentína (ARG)                     | 3–1               | Irak (IRQ)          |
| ----------------------------------- | ----------------- | ------------------- |
| Almada 14' Gondou 62' Fernández 85' | (1–1) Jegyzőkönyv | Aymen Hussein 45+5' |

| Parc Olympique Lyonnais, Décines-Charpieu Nézőszám: 30 008 Játékvezető: Espen Eskås (norvég) |

| 2024. július 30. 17:00 |

| Ukrajna (UKR) | 0–2               | Argentína (ARG)            |
| ------------- | ----------------- | -------------------------- |
|               | (0–0) Jegyzőkönyv | Almada 47' Echeverri 90+1' |

| Parc Olympique Lyonnais, Décines-Charpieu Nézőszám: 10 017 Játékvezető: Dahane Beida (mauritániai) |

Negyeddöntő
| 2024. augusztus 2. 21:00 |

| Franciaország (FRA) | 1–0               | Argentína (ARG) |
| ------------------- | ----------------- | --------------- |
| Mateta 5'           | (1–0) Jegyzőkönyv |                 |

| Stade Bordeaux-Atlantique, Bordeaux Nézőszám: 37 153 Játékvezető: Ilgiz Tantashev (üzbegisztáni) |

| Csapat          | Helyezés |
| --------------- | -------- |
| Argentína (ARG) | 7.       |

## Lovaglás
Díjugratás
| Versenyző          | Ló              | Versenyszám | Selejtező | Selejtező | Selejtező | Döntő       | Döntő       | Döntő       | Döntő     | Döntő     | Döntő     | Végeredmény |
| Versenyző          | Ló              | Versenyszám | Selejtező | Selejtező | Selejtező | Alapverseny | Alapverseny | Alapverseny | Szétugrás | Szétugrás | Szétugrás | Végeredmény |
| Versenyző          | Ló              | Versenyszám | Bünt.     | Idő       | Hely.     | Bünt.       | Idő         | Hely.       | Bünt.     | Idő       | Hely.     | Helyezés    |
| ------------------ | --------------- | ----------- | --------- | --------- | --------- | ----------- | ----------- | ----------- | --------- | --------- | --------- | ----------- |
| José Maria Larocca | Viens Tu De Sey | Egyéni      | 4         | 73,33     | 29.       | 20          | 81,82       | 25.         |           |           |           | 25.         |

## Öttusa
| Versenyző      | Versenyszám | Vívás (V) | Vívás (V) | Selejtező | Selejtező | Selejtező | Selejtező | Selejtező | Selejtező        | Selejtező        | Selejtező        | Selejtező | Selejtező | Selejtező | Selejtező      | Selejtező      | Selejtező      | Selejtező      | Selejtező   | Selejtező |
| Versenyző      | Versenyszám | Vívás (V) | Vívás (V) | Csoport   | Lovaglás  | Lovaglás  | Lovaglás  | Lovaglás  | Bónusz vívás (B) | Bónusz vívás (B) | Bónusz vívás (B) | Úszás     | Úszás     | Úszás     | Futás/Lövészet | Futás/Lövészet | Futás/Lövészet | Futás/Lövészet | Összesen    | Összesen  |
| Versenyző      | Versenyszám | Eredmény  | Pont      | Csoport   | Idő       | Hibapont  | Pont      | Hely.     | Eredmény         | Pont             | V+B Hely.        | Idő       | Pont      | Hely.     | Lövőhiba       | Idő            | Pont           | Hely.          | Összes pont | Helyezés  |
| -------------- | ----------- | --------- | --------- | --------- | --------- | --------- | --------- | --------- | ---------------- | ---------------- | ---------------- | --------- | --------- | --------- | -------------- | -------------- | -------------- | -------------- | ----------- | --------- |
| Franco Serrano | Férfi       | 15–20     | 200       | B         | 56,58     | 14        | 286       | 15.       | 1–1              | 2                | 13.              | 2:02,56   | 305       | 9.        | 8              | 10:40,88       | 660            | 15.            | 1453        | 14.       |
| Versenyző      | Versenyszám | Vívás (V) | Vívás (V) | Döntő     | Döntő     | Döntő     | Döntő     | Döntő     | Döntő            | Döntő            | Döntő            | Döntő     | Döntő     | Döntő     | Döntő          | Döntő          | Döntő          | Döntő          | Döntő       | Döntő     |
| Versenyző      | Versenyszám | Vívás (V) | Vívás (V) | Csoport   | Lovaglás  | Lovaglás  | Lovaglás  | Lovaglás  | Bónusz vívás (B) | Bónusz vívás (B) | Bónusz vívás (B) | Úszás     | Úszás     | Úszás     | Futás/Lövészet | Futás/Lövészet | Futás/Lövészet | Futás/Lövészet | Összesen    | Összesen  |
| Versenyző      | Versenyszám | Eredmény  | Pont      | Csoport   | Idő       | Hibapont  | Pont      | Hely.     | Eredmény         | Pont             | V+B Hely.        | Idő       | Pont      | Hely.     | Lövőhiba       | Idő            | Pont           | Hely.          | Összes pont | Helyezés  |
| Franco Serrano | Férfi       | 15–20     | 200       |           | kiesett   | kiesett   | kiesett   | kiesett   | kiesett          | kiesett          | kiesett          | kiesett   | kiesett   | kiesett   | kiesett        | kiesett        | kiesett        | kiesett        | 1453        | 28.       |

## Rögbi

### Férfi
| Argentin férfi rögbi-játékoskeret                                                                                            | Argentin férfi rögbi-játékoskeret                                                                                        |
| --- | --- |
| - Santiago Álvarez (c) - Tomás Elizalde - Agustín Fraga - Luciano González - Matteo Graziano - Rodrigo Isgró - Santiago Mare | - Marcos Moneta - Matías Osadczuk - Joaquín Pellandini - Gastón Revol - Germán Schulz - Santiago Vera Feld - Tobías Wade |

#### Eredmények
Csoportkör
C csoport
| Hely. | Csapat           | M | Gy | D | V | P+ | P– | Pk  | P | Továbbjutás              |
| ----- | ---------------- | - | -- | - | - | -- | -- | --- | - | ------------------------ |
| 1.    | Ausztrália (AUS) | 3 | 3  | 0 | 0 | 64 | 35 | +29 | 9 | Bejutott a negyeddöntőbe |
| 2.    | Argentína (ARG)  | 3 | 2  | 0 | 1 | 73 | 46 | +27 | 7 | Bejutott a negyeddöntőbe |
| 3.    | Szamoa (SAM)     | 3 | 1  | 0 | 2 | 52 | 49 | +3  | 5 | Kiesett                  |
| 4.    | Kenya (KEN)      | 3 | 0  | 0 | 3 | 19 | 78 | −59 | 3 | Kiesett                  |

| 2024. július 24. 16:00 |       | Argentína (ARG) | 31–12 | Kenya (KEN) |  | Stade de France, Saint-Denis |
| 2024. július 24. 16:00 | (5–7) |                 |       |             |  | Stade de France, Saint-Denis |

| 2024. július 24. 19:30 |        | Argentína (ARG) | 28–12 | Szamoa (SAM) |  | Stade de France, Saint-Denis |
| 2024. július 24. 19:30 | (21–0) |                 |       |              |  | Stade de France, Saint-Denis |

| 2024. július 25. 14:30 |        | Argentína (ARG) | 14–22 | Ausztrália (AUS) |  | Stade de France, Saint-Denis |
| 2024. július 25. 14:30 | (7–10) |                 |       |                  |  | Stade de France, Saint-Denis |

Negyeddöntő
| 2024. július 25. 21:30 |        | Argentína (ARG) | 14–26 | Franciaország (FRA) |  | Stade de France, Saint-Denis |
| 2024. július 25. 21:30 | (0–21) |                 |       |                     |  | Stade de France, Saint-Denis |

Az 5–8. helyért
| 2024. július 27. 14:30 |       | Új-Zéland (NZL) | 17–12 | Argentína (ARG) |  | Stade de France, Saint-Denis |
| 2024. július 27. 14:30 | (7–7) |                 |       |                 |  | Stade de France, Saint-Denis |

A 7. helyért
| 2024. július 27. 18:00 |       | Argentína (ARG) | 19–0 | Egyesült Államok (USA) |  | Stade de France, Saint-Denis |
| 2024. július 27. 18:00 | (7–0) |                 |      |                        |  | Stade de France, Saint-Denis |

| Csapat          | Helyezés |
| --------------- | -------- |
| Argentína (ARG) | 7.       |

## Röplabda

### Férfi
| Argentin férfi röplabdacsapat-játékoskeret                                                          | Argentin férfi röplabdacsapat-játékoskeret                                                                   |
| --------------------------------------------------------------------------------------------------- | --- |
| - Facundo Conte - Santiago Danani - Luciano De Cecco - Pablo Kukartsev - Bruno Lima - Agustín Loser | - Jan Martínez Franchi - Luciano Palonsky - Martín Ramos - Matías Sánchez - Luciano Vicentín - Nicolás Zerba |

#### Eredmények
Csoportkör
C csoport
| Hely. | Csapat                 | M | Gy | V | Pont | Sz+ | Sz– | SzA   | P+  | P–  | PA    | Továbbjutás |
| ----- | ---------------------- | - | -- | - | ---- | --- | --- | ----- | --- | --- | ----- | ----------- |
| 1.    | Egyesült Államok (USA) | 3 | 3  | 0 | 8    | 9   | 3   | 3,000 | 177 | 154 | 1,149 | Negyeddöntő |
| 2.    | Németország (GER)      | 3 | 2  | 1 | 6    | 8   | 5   | 1,600 | 287 | 264 | 1,087 | Negyeddöntő |
| 3.    | Japán (JPN)            | 3 | 1  | 2 | 4    | 6   | 7   | 0,857 | 200 | 199 | 1,005 | Negyeddöntő |
| 4.    | Argentína (ARG)        | 3 | 0  | 3 | 0    | 1   | 9   | 0,111 | 196 | 243 | 0,807 |             |

| 2024. július 27. 21:00 | Egyesült Államok (USA)            | 3–0 | Argentína (ARG) | South Paris Arena 1, Párizs Nézőszám: 9464 Játékvezető: Stefano Cesare (ITA), Wojciech Maroszek (POL) |
| 2024. július 27. 21:00 | (25–20, 25–19, 25–16) Jegyzőkönyv |     |                 | South Paris Arena 1, Párizs Nézőszám: 9464 Játékvezető: Stefano Cesare (ITA), Wojciech Maroszek (POL) |

| 2024. július 31. 13:00 | Japán (JPN)                              | 3–1 | Argentína (ARG) | South Paris Arena 1, Párizs Nézőszám: 9474 Játékvezető: Wojciech Maroszek (POL), Vladimir Simonović (SUI) |
| 2024. július 31. 13:00 | (25–16, 25–22, 18–25, 25–23) Jegyzőkönyv |     |                 | South Paris Arena 1, Párizs Nézőszám: 9474 Játékvezető: Wojciech Maroszek (POL), Vladimir Simonović (SUI) |

| 2024. augusztus 2. 9:00 | Argentína (ARG)                   | 0–3 | Németország (GER) | South Paris Arena 1, Párizs Nézőszám: 9455 Játékvezető: Fabrice Collados (FRA), Hamid Al-Rousi (UAE) |
| 2024. augusztus 2. 9:00 | (13–25, 21–25, 21–25) Jegyzőkönyv |     |                   | South Paris Arena 1, Párizs Nézőszám: 9455 Játékvezető: Fabrice Collados (FRA), Hamid Al-Rousi (UAE) |

| Csapat          | Helyezés |
| --------------- | -------- |
| Argentína (ARG) | 11.      |

## Sportlövészet
Férfi
| Versenyző        | Versenyszám | Selejtező | Selejtező | Döntő   | Döntő    |
| Versenyző        | Versenyszám | Pont      | Helyezés  | Pont    | Helyezés |
| ---------------- | ----------- | --------- | --------- | ------- | -------- |
| Julián Gutiérrez | Légpuska    | 631,7     | 2.        | 122,8   | 8.       |
| Federico Gil     | Skeet       | 115       | 27.       | kiesett | kiesett  |

Női
| Versenyző      | Versenyszám | Selejtező | Selejtező | Döntő   | Döntő    |
| Versenyző      | Versenyszám | Pont      | Helyezés  | Pont    | Helyezés |
| -------------- | ----------- | --------- | --------- | ------- | -------- |
| Fernanda Russo | Légpuska    | 625,4     | 30.       | kiesett | kiesett  |

Vegyes
| Versenyző                       | Versenyszám | Selejtező | Selejtező | Döntő   | Döntő    |
| Versenyző                       | Versenyszám | Pont      | Helyezés  | Pont    | Helyezés |
| ------------------------------- | ----------- | --------- | --------- | ------- | -------- |
| Julián Gutiérrez Fernanda Russo | Légpuska    | 624,8     | 19.       | kiesett | kiesett  |

## Taekwondo
Férfi
| Versenyző    | Versenyszám | Selejtező         | Nyolcaddöntő           | Negyeddöntő       | Elődöntő          | Vigaszág elődöntő | Bronz- mérkőzés   | Döntő             | Helyezés |
| Versenyző    | Versenyszám | Ellenfél Eredmény | Ellenfél Eredmény      | Ellenfél Eredmény | Ellenfél Eredmény | Ellenfél Eredmény | Ellenfél Eredmény | Ellenfél Eredmény | Helyezés |
| ------------ | ----------- | ----------------- | ---------------------- | ----------------- | ----------------- | ----------------- | ----------------- | ----------------- | -------- |
| Lucas Guzmán | Légsúly     | erőnyerő          | Salim Omar (HUN) · 1–2 | kiesett           | kiesett           | kiesett           | kiesett           | kiesett           | 11.      |

## Tenisz
Férfi
| Versenyző                              | Versenyszám | 64-es főtábla                             | 32-es főtábla                                                          | Nyolcaddöntő                         | Negyeddöntő       | Elődöntő          | Bronz- mérkőzés   | Döntő             | Helyezés |
| Versenyző                              | Versenyszám | Ellenfél Eredmény                         | Ellenfél Eredmény                                                      | Ellenfél Eredmény                    | Ellenfél Eredmény | Ellenfél Eredmény | Ellenfél Eredmény | Ellenfél Eredmény | Helyezés |
| -------------------------------------- | ----------- | ----------------------------------------- | ---------------------------------------------------------------------- | ------------------------------------ | ----------------- | ----------------- | ----------------- | ----------------- | -------- |
| Sebastián Báez                         | Egyes       | Thiago Monteiro (BRA) · 6–4, 6–3          | Benjamin Hassan (LBN) · 6–2, 3–6, 7–6(7–3)                             | Sztéfanosz Cicipász (GRE) · 5–7, 1–6 | kiesett           | kiesett           | kiesett           | kiesett           | 9.       |
| Francisco Cerúndolo                    | Egyes       | Tomás Barrios Vera (CHI) · 6–2, 6–1       | Ugo Humbert (FRA) · 7–5, 6–7(5–7), 7–5                                 | Casper Ruud (NOR) · 3–6, 3–6         | kiesett           | kiesett           | kiesett           | kiesett           | 9.       |
| Tomás Martín Etcheverry                | Egyes       | Thiago Seyboth Wild (BRA) · 7–6(9–7), 6–2 | Roman Szafiullin (AIN) · 0–6, 6–7(1–7)                                 | kiesett                              | kiesett           | kiesett           | kiesett           | kiesett           | 17.      |
| Mariano Navone                         | Egyes       | Nuno Borges (POR) · 6–2, 6–2              | Lorenzo Musetti (ITA) · 6–7(2–7), 3–6                                  | kiesett                              | kiesett           | kiesett           | kiesett           | kiesett           | 17.      |
| Tomás Martín Etcheverry Mariano Navone | Páros       |                                           | Hollandia (NED) · Robin Haase · Jean-Julien Rojer · 6–7(3–7), 6–7(4–7) | kiesett                              | kiesett           | kiesett           | kiesett           | kiesett           | 17.      |
| Máximo González Andrés Molteni         | Páros       |                                           | Spanyolország (ESP) · Carlos Alcaraz · Rafael Nadal · 6–7(4–7), 4–6    | kiesett                              | kiesett           | kiesett           | kiesett           | kiesett           | 17.      |

Női
| Versenyző                           | Versenyszám | 64-es főtábla                     | 32-es főtábla                                                   | Nyolcaddöntő                                                          | Negyeddöntő       | Elődöntő          | Bronz- mérkőzés   | Döntő             | Helyezés |
| Versenyző                           | Versenyszám | Ellenfél Eredmény                 | Ellenfél Eredmény                                               | Ellenfél Eredmény                                                     | Ellenfél Eredmény | Ellenfél Eredmény | Ellenfél Eredmény | Ellenfél Eredmény | Helyezés |
| ----------------------------------- | ----------- | --------------------------------- | --------------------------------------------------------------- | --------------------------------------------------------------------- | ----------------- | ----------------- | ----------------- | ----------------- | -------- |
| María Lourdes Carlé                 | Egyes       | Tatjana Maria (GER) · 6–0, 6–0    | Cori Gauff (USA) · 1–6, 1–6                                     | kiesett                                                               | kiesett           | kiesett           | kiesett           | kiesett           | 17.      |
| Nadia Podoroska                     | Egyes       | Diane Parry (FRA) · 6–7(6–8), 5–7 | kiesett                                                         | kiesett                                                               | kiesett           | kiesett           | kiesett           | kiesett           | 33.      |
| María Lourdes Carlé Nadia Podoroska | Páros       |                                   | Németország (GER) · Tamara Korpatsch · Tatjana Maria · 6–3, 6–0 | Spanyolország (ESP) · Cristina Bucșa · Sara Sorribes Tormo · 3–6, 4–6 | kiesett           | kiesett           | kiesett           | kiesett           | 9.       |

Vegyes
| Versenyző                       | Versenyszám | Nyolcaddöntő                                                                 | Negyeddöntő       | Elődöntő          | Bronz- mérkőzés   | Döntő             | Helyezés |
| Versenyző                       | Versenyszám | Ellenfél Eredmény                                                            | Ellenfél Eredmény | Ellenfél Eredmény | Ellenfél Eredmény | Ellenfél Eredmény | Helyezés |
| ------------------------------- | ----------- | ---------------------------------------------------------------------------- | ----------------- | ----------------- | ----------------- | ----------------- | -------- |
| Máximo González Nadia Podoroska | Páros       | Egyesült Államok (USA) · Taylor Fritz · Cori Gauff · 1–6, 7–6(8–6), [5]–[10] | kiesett           | kiesett           | kiesett           | kiesett           | 9.       |

## Triatlon
Egyéni
| Versenyző       | Versenyszám | 1,5 km úszás | Depózás 1 | 40 km kerékpározás | Depózás 2 | 10 km futás | Összesítés | Összesítés |
| Versenyző       | Versenyszám | Idő          | Idő       | Idő                | Idő       | Idő         | Idő        | Helyezés   |
| --------------- | ----------- | ------------ | --------- | ------------------ | --------- | ----------- | ---------- | ---------- |
| Romina Biagioli | Női         | 24:09        | 0:56      | 1:01:12            | 0:33      | 38:46       | 2:05:36    | 47.        |

## Úszás
Férfi
| Versenyző      | Versenyszám | Előfutam | Előfutam | Előfutam | Elődöntő | Elődöntő | Elődöntő | Döntő   | Döntő    |
| Versenyző      | Versenyszám | Idő      | Hely.    | Össz.    | Idő      | Hely.    | Össz.    | Idő     | Helyezés |
| -------------- | ----------- | -------- | -------- | -------- | -------- | -------- | -------- | ------- | -------- |
| Ulises Saravia | 100 m hát   | 55,03    | 8.       | 35.      | kiesett  | kiesett  | kiesett  | kiesett | kiesett  |

Női
| Versenyző         | Versenyszám | Előfutam | Előfutam | Előfutam | Elődöntő | Elődöntő | Elődöntő | Döntő   | Döntő    |
| Versenyző         | Versenyszám | Idő      | Hely.    | Össz.    | Idő      | Hely.    | Össz.    | Idő     | Helyezés |
| ----------------- | ----------- | -------- | -------- | -------- | -------- | -------- | -------- | ------- | -------- |
| Agostina Hein     | 400 m gyors | 4:14,24  | 2.       | 18.      |          |          |          | kiesett | kiesett  |
| Agostina Hein     | 800 m gyors | 8:37,43  | 7.       | 14.      |          |          |          | kiesett | kiesett  |
| Macarena Ceballos | 100 m mell  | 1:06,89  | 6.       | 16.      | 1:07,31  | 8.       | 15.      | kiesett | kiesett  |
| Macarena Ceballos | 200 m mell  | 2:26,55  | 7.       | 18.      | kiesett  | kiesett  | kiesett  | kiesett | kiesett  |

## Vitorlázás
Férfi
| Versenyző          | Versenyszám              | Futam | Futam | Futam | Futam | Futam | Futam | Futam | Futam | Futam | Futam | Futam | Futam | Futam | Futam | Futam   | Futam   | Futam   | Pontszám | Helyezés |
| Versenyző          | Versenyszám              | 1     | 2     | 3     | 4     | 5     | 6     | 7     | 8     | 9     | 10    | 11    | 12    | 13    | 14-20 | N       | E       | É       | Pontszám | Helyezés |
| ------------------ | ------------------------ | ----- | ----- | ----- | ----- | ----- | ----- | ----- | ----- | ----- | ----- | ----- | ----- | ----- | ----- | ------- | ------- | ------- | -------- | -------- |
| Francisco Saubidet | IQFoil (Szörfvitorlázás) | 17    | 4     | 17    | 15    | 19    | 25    | 15    | 13    | 17    | 18    | 21    | 23    | 19    | X     | kiesett | kiesett | kiesett | 175      | 21.      |
| Francisco Guaragna | ILCA 7 (Laser)           | 28    | 26    | 24    | 44    | 6     | 18    | 24    | 23    | X     | X     |       |       |       |       |         |         | kiesett | 149      | 27.      |

Női
| Versenyző       | Versenyszám              | Futam | Futam | Futam | Futam | Futam | Futam | Futam | Futam | Futam | Futam | Futam | Futam | Futam | Futam | Futam | Futam   | Futam   | Futam   | Pontszám | Helyezés |
| Versenyző       | Versenyszám              | 1     | 2     | 3     | 4     | 5     | 6     | 7     | 8     | 9     | 10    | 11    | 12    | 13    | 14    | 15-20 | N       | E       | É       | Pontszám | Helyezés |
| --------------- | ------------------------ | ----- | ----- | ----- | ----- | ----- | ----- | ----- | ----- | ----- | ----- | ----- | ----- | ----- | ----- | ----- | ------- | ------- | ------- | -------- | -------- |
| Chiara Ferretti | IQFoil (Szörfvitorlázás) | 19    | 21    | 19    | 21    | 24    | 22    | 14    | 20    | 23    | 21    | 24    | 19    | 25    | 19    | X     | kiesett | kiesett | kiesett | 242      | 24.      |
| Lucía Falasca   | ILCA 6 (Laser radial)    | 35    | 11    | 14    | 33    | 11    | 5     | 10    | 16    | 2     | X     |       |       |       |       |       |         |         | kiesett | 102      | 11.      |

| Versenyző         | Versenyszám  | Futam | Futam | Futam | Futam | Futam | Futam | Futam | Futam | Futam | Futam           | Futam           | Futam           | Helyezés |
| Versenyző         | Versenyszám  | 1     | 2     | 3     | 4     | 5     | 6     | 7-16  | P     | Hely. | Elődöntő        | Éremfutam 1     | Éremfutam 2     | Helyezés |
| Versenyző         | Versenyszám  | 1     | 2     | 3     | 4     | 5     | 6     | 7-16  | P     | Hely. | Ellenfelek Pont | Ellenfelek Pont | Ellenfelek Pont | Helyezés |
| ----------------- | ------------ | ----- | ----- | ----- | ----- | ----- | ----- | ----- | ----- | ----- | --------------- | --------------- | --------------- | -------- |
| Catalina Turienzo | Formula kite | 13    | 13    | 19    | 14    | 13    | 3     | X     | 56    | 13.   | kiesett         | kiesett         | kiesett         | 13.      |

Vegyes
| Versenyző                     | Versenyszám | Futam | Futam | Futam | Futam | Futam | Futam | Futam | Futam | Futam | Futam | Futam | Futam | Futam | Pontszám | Helyezés |
| Versenyző                     | Versenyszám | 1     | 2     | 3     | 4     | 5     | 6     | 7     | 8     | 9     | 10    | 11    | 12    | É     | Pontszám | Helyezés |
| ----------------------------- | ----------- | ----- | ----- | ----- | ----- | ----- | ----- | ----- | ----- | ----- | ----- | ----- | ----- | ----- | -------- | -------- |
| Eugenia Bosco Mateo Majdalani | Nacra 17    | 2     | 2     | 5     | 10    | 6     | 6     | 3     | 2     | 2     | 1     | 2     | 12    | 14    | 55       |          |

X - törölt futam

## Vívás
Férfi
| Versenyző        | Versenyszám  | Selejtező                      | 32-es főtábla               | Nyolcaddöntő      | Negyeddöntő       | Elődöntő          | Bronz- mérkőzés   | Döntő             | Helyezés |
| Versenyző        | Versenyszám  | Ellenfél Eredmény              | Ellenfél Eredmény           | Ellenfél Eredmény | Ellenfél Eredmény | Ellenfél Eredmény | Ellenfél Eredmény | Ellenfél Eredmény | Helyezés |
| ---------------- | ------------ | ------------------------------ | --------------------------- | ----------------- | ----------------- | ----------------- | ----------------- | ----------------- | -------- |
| Pascual di Tella | Kard, egyéni | François Cauchon (CAN) · 15–13 | Ziad El-Sissy (EGY) · 11–15 | kiesett           | kiesett           | kiesett           | kiesett           | kiesett           | 31.      |